# نيل باري
نيل باري (بالإنجليزية: Neill Barry)‏ مواليد 29 نوفمبر 1965 في نيويورك، نيويورك، الولايات المتحدة، هو ممثل وكاتب سيناريو أمريكي.

## أعماله
- ملروس بليس
- سي اس آي: نيويورك
- الجنة السابعة (مسلسل)
- عبر جوردان (مسلسل)
- هاوس (مسلسل)
- دون أثر
- عقول إجرامية

## روابط خارجية
- نيل باري على موقع IMDb (الإنجليزية)
- نيل باري على موقع ألو سيني (الفرنسية)
- نيل باري على موقع أول موفي (الإنجليزية)
- نيل باري على موقع قاعدة بيانات برودواي على الإنترنت (الإنجليزية)
- نيل باري على موقع قاعدة بيانات الأفلام السويدية (السويدية)
- نيل باري على موقع قاعدة بيانات الفيلم (الإنجليزية)
- نيل باري على موقع كينوبويسك (الروسية)
- نيل باري على موقع كينوبويسك (الروسية)